# Unione Sportiva Salernitana 1921-1922
Questa pagina raccoglie i dati riguardanti l'Unione Sportiva Salernitana nelle competizioni ufficiali della stagione 1921-1922.

## Stagione
La Salernitana non giocherà alcune delle sue gare a causa di difficoltà economiche, che dunque perderà a tavolino. Il campionato si concluderà all'ultimo posto per la squadra, con zero punti proprio come nella stagione precedente.
Tra le gare disputate se ne segnala una in cui i bianco-celesti si presentarono a Napoli, contro l'Internazionale con soli 8 giocatori che a partita in corso divennero 6 per via di un'espulsione e un infortunio, e così decisero di ritirarsi. Il risultato maturato sul campo, il 2-0 dei napoletani (al 25º) venne successivamente confermato, ma tramite il meccanismo della vittoria a tavolino.
Proprio a causa delle difficoltà economiche, la Salernitana al termine della stagione deciderà di fondersi con lo Sport Club Audax (che aveva appena raggiunto i cugini in Prima Divisione) diventando Società Sportiva Salernitanaudax, ma nemmeno in questo modo disputerà il successivo campionato: occorrerà aspettare un anno sabbatico per ritrovare il club salernitano nuovamente in campo, nella stagione 1923-1924.

## Divise
| Casa |

## Organigramma societario
Fonte
Area direttiva
- Presidente: Renato De Crescenzo
- Segretario: Umberto Nailati

Area tecnica
- Allenatore: Mario Toledo

## Rosa
Fonte
| N. |                   | Ruolo | Calciatore            |
| -- | ----------------- | ----- | --------------------- |
|    | Italia (bandiera) | P     | Gennaro Finizio       |
|    | Italia (bandiera) | D     | Mario Capone          |
|    | Italia (bandiera) | D     | Corrado Ciminari      |
|    | Italia (bandiera) | D     | Gerardo Conforti      |
|    | Italia (bandiera) | D     | Saverio Pintozzi      |
|    | Italia (bandiera) | D     | Pisa                  |
|    | Italia (bandiera) | C     | Baroncino             |
|    | Italia (bandiera) | C     | Bianchi               |
|    | Italia (bandiera) | C     | Alfredo De Cesare     |
|    | Italia (bandiera) | C     | Francesco Martuscelli |
|    | Italia (bandiera) | C     | Pasquale Pagano       |
|    | Italia (bandiera) | C     | Alfredo Vestuti       |

| N. |                     | Ruolo | Calciatore          |
| -- | ------------------- | ----- | ------------------- |
|    | Italia (bandiera)   | C     | Nicola Villani      |
|    | Italia (bandiera)   | A     | Nicola Aliberti     |
|    | Italia (bandiera)   | A     | Baldini             |
|    | Italia (bandiera)   | A     | De Marco            |
|    | Italia (bandiera)   | A     | Vincenzo Esposito   |
|    | Italia (bandiera)   | A     | Fariello            |
|    | Italia (bandiera)   | A     | Frigerio            |
|    | Italia (bandiera)   | A     | Giovanni Galeati    |
|    | Germania (bandiera) | A     | Willy Kargus        |
|    | Italia (bandiera)   | A     | Giuseppe Russo      |
|    | Italia (bandiera)   | A     | Giuseppe Sanfilippo |
|    | Italia (bandiera)   | A     | Vincenzo Troisi     |

## Calciomercato
| Acquisti | Acquisti          | Acquisti | Acquisti |
| R.       | Nome              | da       | Modalità |
| -------- | ----------------- | -------- | -------- |
| P        | Gennaro Finizio   |          |          |
| D        | Gerardo Conforti  |          |          |
| D        | Saverio Pintozzi  |          |          |
| D        | Pisa              |          |          |
| C        | Baroncino         |          |          |
| C        | Bianchi           |          |          |
| C        | Alfredo De Cesare |          |          |
| C        | Nicola Villani    |          |          |
| A        | Baldini           |          |          |
| A        | De Marco          |          |          |
| A        | Vincenzo Esposito |          |          |
| A        | Frigerio          |          |          |
| A        | Giovanni Galeati  |          |          |
| A        | Willy Kargus      |          |          |

| Cessioni | Cessioni          | Cessioni | Cessioni |
| R.       | Nome              | a        | Modalità |
| -------- | ----------------- | -------- | -------- |
| P        | Luigi Naddeo      |          |          |
| D        | Nicola Maggio     |          |          |
| D        | Mario Manzo       |          |          |
| D        | Mario Toledo      |          |          |
| C        | Bruno Bonomo      |          |          |
| C        | Giuseppe Paladino |          |          |
| A        | Vincenzo Troisi   |          |          |

## Risultati

### Prima Divisione

#### Girone di andata
| Salerno 6 novembre 1921 1ª giornata                                        | Salernitana | 1 – 3 referto               | Internazionale Napoli | Campo di Piazza d'Armi |
| \| \| \| \| \| Fariello 53’ \| Marcatori \| 28’, 51’ Scoppa 80’ Tizzano \| |             |                             |                       |                        |
|                                                                            |             |                             |                       |                        |
| Fariello 53’                                                               | Marcatori   | 28’, 51’ Scoppa 80’ Tizzano |                       |                        |

| Napoli 5 marzo 1921 2ª giornata | Naples | 2 – 0 A tavolino referto | Salernitana |  |

| 20 novembre 1921 3ª giornata - Turno di Riposo |  | – |  |  |

| Castellammare di Stabia 27 novembre 1921 4ª giornata         | Stabia    | 2 – 0 referto | Salernitana |  |
| \| \| \| \| \| Longobardi 39’ Coppa I 78’ \| Marcatori \| \| |           |               |             |  |
|                                                              |           |               |             |  |
| Longobardi 39’ Coppa I 78’                                   | Marcatori |               |             |  |

| Pozzuoli 4 dicembre 1921 5ª giornata | Puteolana | 2 – 0 A tavolino referto | Salernitana | Campo Armstrong |

| Salerno 11 dicembre 1921 6ª giornata                                      | Salernitana | 0 – 3 referto                           | Bagnolese | Campo di Piazza d'Armi |
| \| \| \| \| \| \| Marcatori \| 31’ Invorio 54’ Piccirillo 67’ Palmieri \| |             |                                         |           |                        |
|                                                                           |             |                                         |           |                        |
|                                                                           | Marcatori   | 31’ Invorio 54’ Piccirillo 67’ Palmieri |           |                        |

| Salerno 18 dicembre 1921 7ª giornata                      | Salernitana | 0 – 2 referto           | Savoia | Campo di Piazza d'Armi |
| \| \| \| \| \| \| Marcatori \| 67’ Bonansea 69’ Sacchi \| |             |                         |        |                        |
|                                                           |             |                         |        |                        |
|                                                           | Marcatori   | 67’ Bonansea 69’ Sacchi |        |                        |

#### Girone di ritorno
| Napoli 15 gennaio 1921 8ª giornata | Internazionale Napoli | 2 – 0 A tavolino referto | Salernitana |  |

| Salerno 22 gennaio 1922 9ª giornata                                 | Salernitana | 1 – 2 referto           | Naples | Campo di Piazza d'Armi |
| \| \| \| \| \| Russo 82’ \| Marcatori \| 3’ Bruschini 5’ Valente \| |             |                         |        |                        |
|                                                                     |             |                         |        |                        |
| Russo 82’                                                           | Marcatori   | 3’ Bruschini 5’ Valente |        |                        |

| 1922 10ª giornata - Turno di riposo |  | – |  |  |

| Salerno 5 febbraio 1922 11ª giornata                                         | Salernitana | 0 – 4 referto                              | Stabia | Campo di Piazza d'Armi |
| \| \| \| \| \| \| Marcatori \| 17’, 73’ De Martino 30’ Coppa II 50’ Boemo \| |             |                                            |        |                        |
|                                                                              |             |                                            |        |                        |
|                                                                              | Marcatori   | 17’, 73’ De Martino 30’ Coppa II 50’ Boemo |        |                        |

| Salerno 12 febbraio 1922 12ª giornata | Salernitana | 0 – 2 A tavolino referto | Flegrea SC | Campo di Piazza d'Armi |

| Napoli 19 febbraio 1922 13ª giornata              | Bagnolese | 2 – 0 referto | Salernitana | Campo Ilva Bagnoli |
| \| \| \| \| \| ??? ??’ ??? ??’ \| Marcatori \| \| |           |               |             |                    |
|                                                   |           |               |             |                    |
| ??? ??’ ??? ??’                                   | Marcatori |               |             |                    |

| Torre Annunziata 26 febbraio 1922 14ª giornata | Savoia | 2 – 0 A tavolino referto | Salernitana | Campo Oncino |

## Statistiche

### Statistiche di squadra
| Competizione    | Punti | In casa | In casa | In casa | In casa | In casa | In casa | In trasferta | In trasferta | In trasferta | In trasferta | In trasferta | In trasferta | Totale | Totale | Totale | Totale | Totale | Totale | DR  |
| Competizione    | Punti | G       | V       | N       | P       | Gf      | Gs      | G            | V            | N            | P            | Gf           | Gs           | G      | V      | N      | P      | Gf     | Gs     | DR  |
| --------------- | ----- | ------- | ------- | ------- | ------- | ------- | ------- | ------------ | ------------ | ------------ | ------------ | ------------ | ------------ | ------ | ------ | ------ | ------ | ------ | ------ | --- |
| Prima Divisione | 0     | 6       | 0       | 0       | 6       | 1       | 14      | 6            | 0            | 0            | 6            | 1            | 14           | 12     | 0      | 0      | 12     | 2      | 28     | -26 |

### Andamento in campionato
| Giornata  | 1 | 2 | 3 | 4 | 5 | 6 | 7 | 8 | 9 | 10 | 11 | 12 | 13 | 14 |
| --------- | - | - | - | - | - | - | - | - | - | -- | -- | -- | -- | -- |
| Luogo     | C | T | - | T | T | C | C | T | C | -  | C  | C  | T  | T  |
| Risultato | P | P | - | P | P | P | P | P | P | -  | P  | P  | P  | P  |

Legenda:

Luogo: C = Casa; T = Trasferta. Risultato: V = Vittoria; N = Pareggio; P = Sconfitta.
- = Turno di riposo.

### Statistiche dei giocatori
Fonte
| Giocatore      | Prima Divisione | Prima Divisione |
| Giocatore      | Presenze        | Reti            |
| -------------- | --------------- | --------------- |
| N. Aliberti    | 7               | 0               |
| Baldini        | 0               | 0               |
| Baroncino      | 4               | 0               |
| Bianchi        | 1               | 0               |
| M. Capone      | 2               | 0               |
| C. Cimitari    | 4               | 0               |
| G. Conforti    | 6               | 0               |
| A. De Cesare   | 2               | 0               |
| De Marco       | 1               | 0               |
| V. Esposito    | 0               | 0               |
| Fariello       | 3               | 1               |
| G. Finizio     | 7               | -18             |
| Frigerio       | 0               | 0               |
| G. Galeati     | 1               | 0               |
| W. Kargus      | 3               | 0               |
| F. Martuscelli | 1               | 0               |
| P. Pagano      | 4               | 0               |
| S. Pintozzi    | 1               | 0               |
| Pisa           | 5               | 0               |
| G. Russo       | 7               | 1               |
| G. Sanfilippo  | 6               | 0               |
| V. Troisi      | 0               | 0               |
| A. Vestuti     | 5               | 0               |
| N. Villani     | 4               | 0               |